# Dolomedes spathularis
Dolomedes spathularis là một loài nhện trong họ Pisauridae.
Loài này thuộc chi Dolomedes. Dolomedes spathularis được miêu tả năm 1882 bởi Hasselt.